# Trogon surrucura
El surucuá, surucuá austral, surucuá común o trogón surucura (Trogon surrucura) es una especie de ave de la familia  Trogonidae.

## Distribución y hábitat
Se encuentra en  Argentina, Brasil, Paraguay y Uruguay. Su hábitat natural son los bosques húmedos de las tierras bajas subtropicales o tropicales y los antiguos bosques degradados.

## Descripción
Mide en promedio 26 cm de longitud. Presenta dimorfismo sexual. El macho adulto presenta plumaje brillante, la cabeza y el pecho azulados, mejillas y garganta negruzcas, dorso verde cúpreo a turquesa, alas salpicadas de blanco y la cara inferior de la cola blanca. La subespecie T. s. surrucura, que se encuentra de Mato Grosso a Goiás y Río de Janeiro, y de Minas Gerais a Rio Grande do Sul, nororiente de Argentina y Paraguay y noreste de Uruguay (en el departamento de Cerro Largo), tiene el vientre rojo y el anillo ocular color naranja. La subespecie t. s. aurantius, que se encuentra desde Bahia hasta Río de Janeiro y el oriente de Minas Gerais), tiene el vientre y el anillo ocular de color amarillo a anaranjado.
La hembra tienen el anillo ocular blancuzco; las partes superiores, la cabeza y el pecho de color grisáceo, presenta estrías blancas sobre el fondo oscuro en las alas y la parte inferior de la cola con partes negruzcas.

## Alimentación
Se alimenta de insectos y sus larvas, lombrices y moluscos y también de frutos, especialmente de la palma Euterpe edulis.

## Reproducción
Anida excavando nidos de termitas en los árboles o a veces árboles secos o cactus. La hembra pone generalmente dos huevos. Los polluelos cantan todo el tiempo excepto cuando están alimentándose.

## Galería

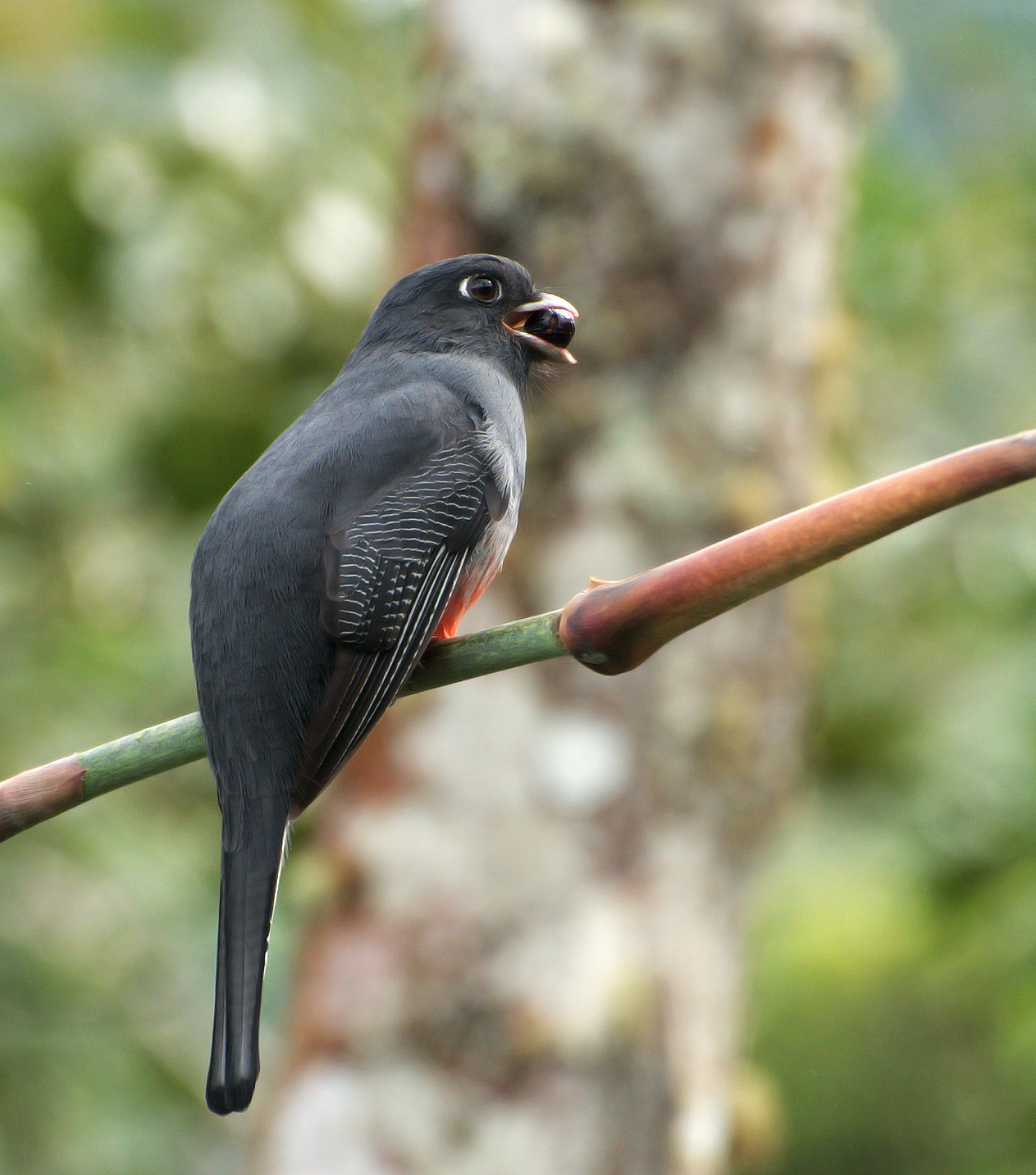
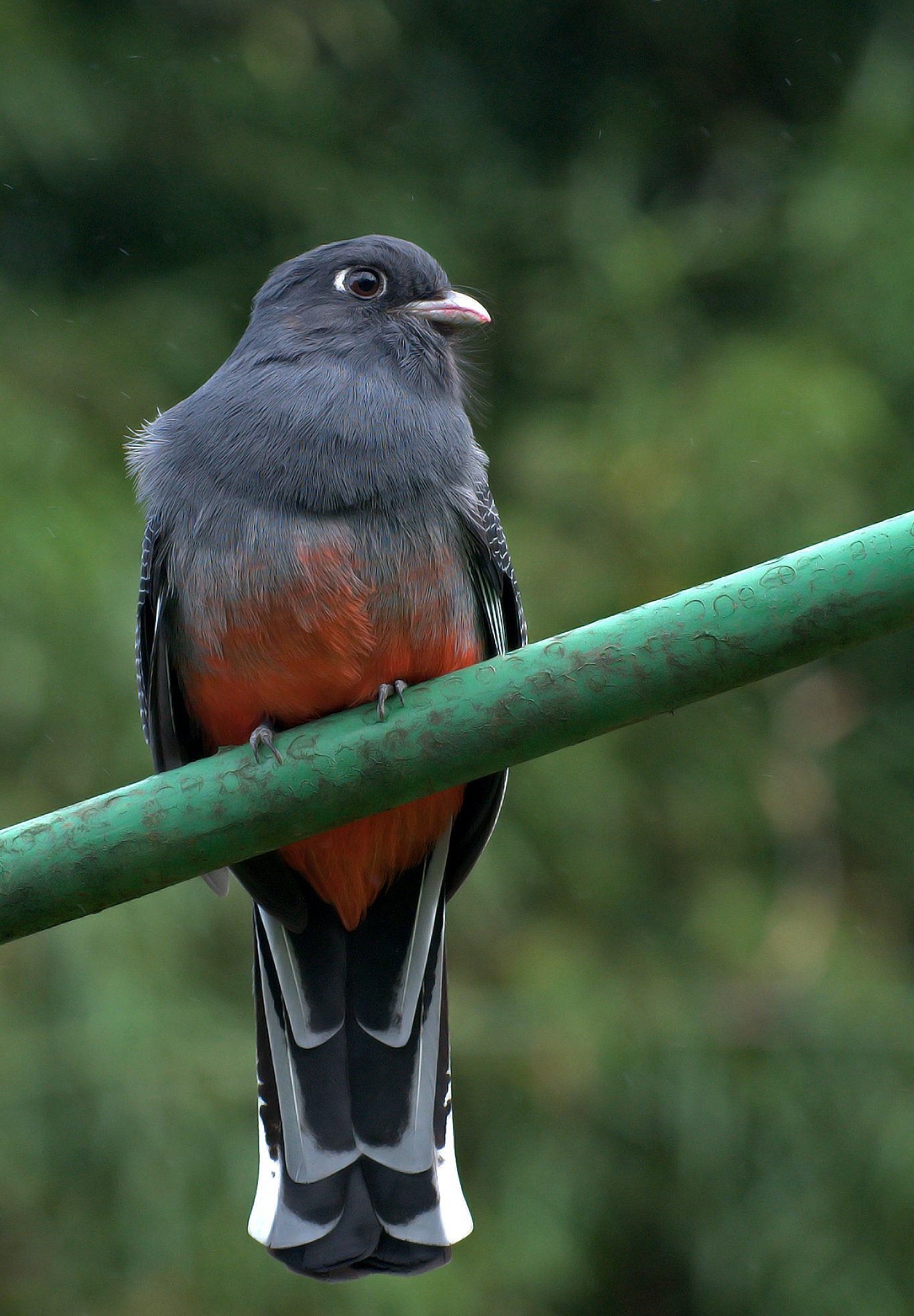
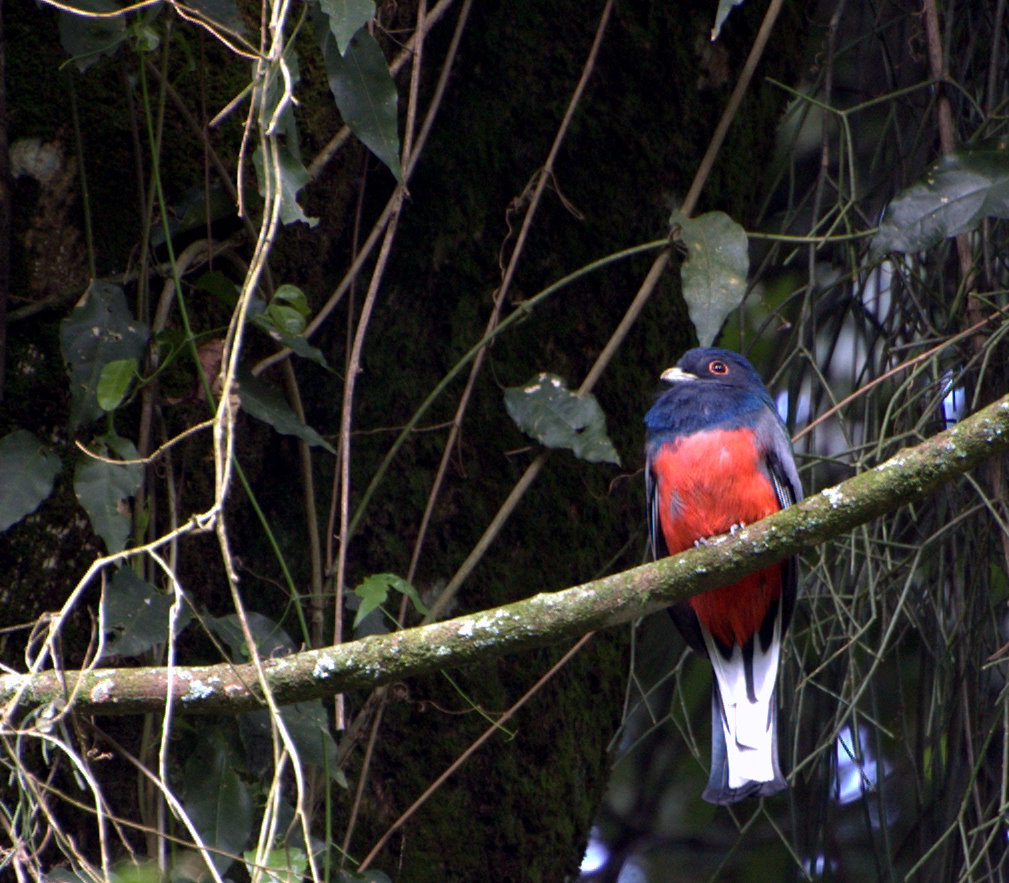
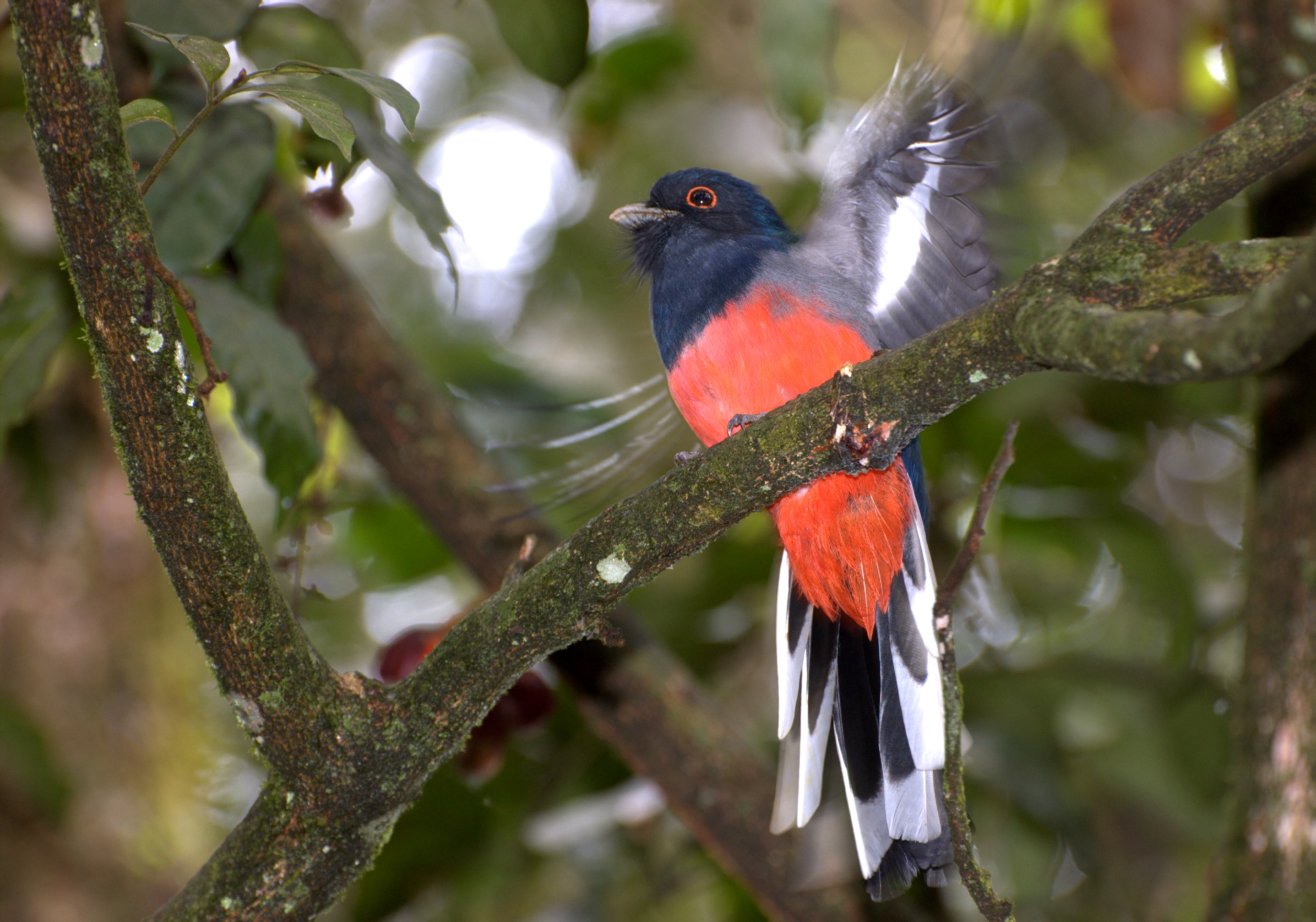
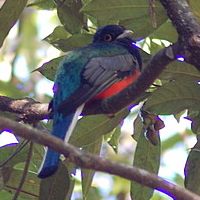
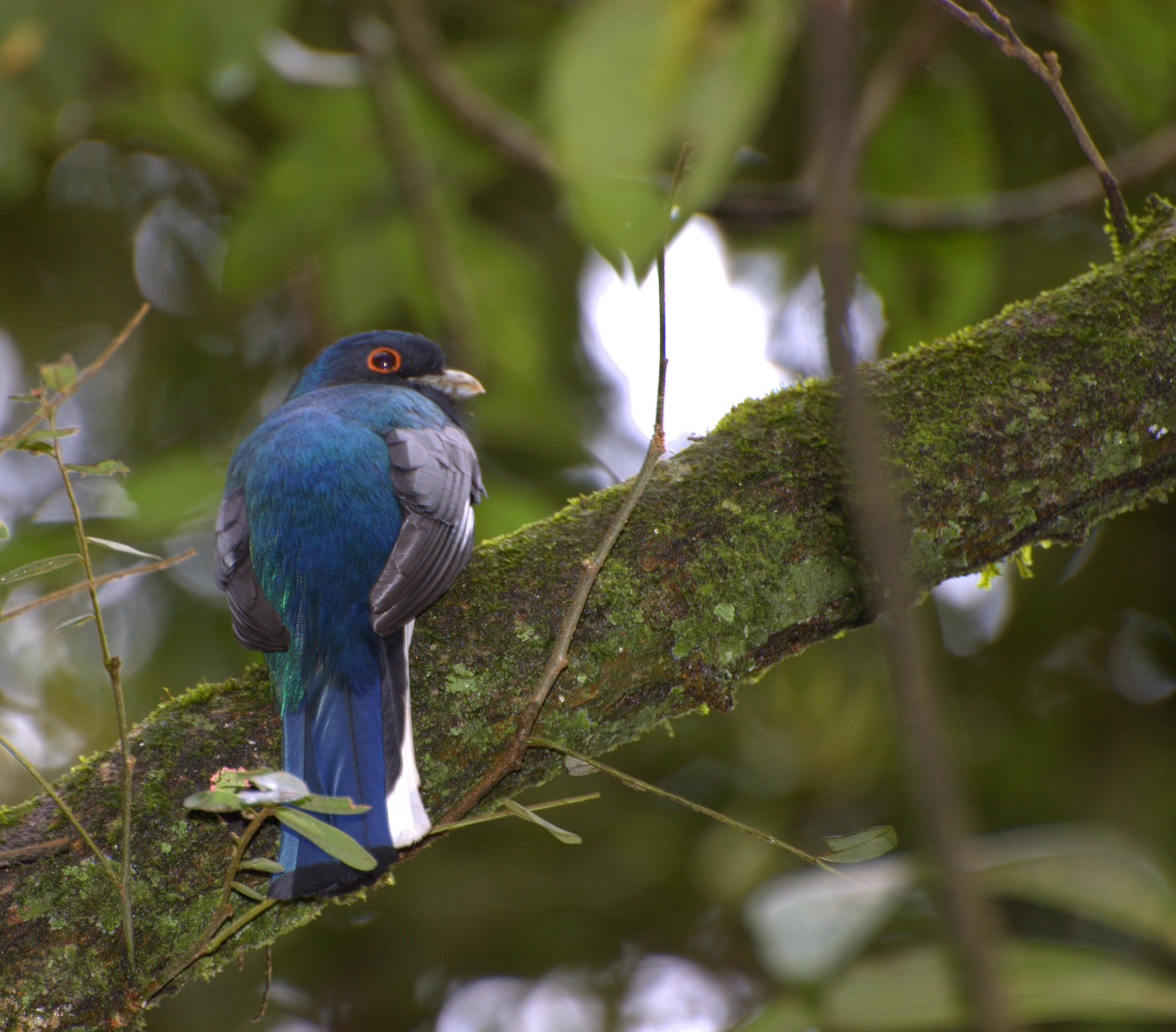